# Glavna ukrivljenost
Glavna ukrivljenost diferencialni geometriji v določeni točki so lastne vrednosti operatorja oblike v tej točki. Glavna ukrivljenost meri upogib ploskve v tej točki v različnih smereh. 

## Opis
V vsaki točki p diferenciabilne ploskve v trirazsežnem Evklidskem prostoru lahko določimo enotski normalni vektor. Normalna ravnina v točki p vsebuje normalo in seveda tudi smer tangente na ploskev. S tem pa prereže ploskev v smeri ravninske krivulje. Ta krivulja določa različne ukrivljenosti v različnih normalnih ravninah v p. Glavni ukrivljenosti v p označujemo s {\displaystyle \kappa _{1}} in {\displaystyle \kappa _{2}}. To sta tudi maksimalna in minimalna vrednost ukrivljenosti. 
Ukrivljenost krivulje definiramo kot recipročna vrednost polmera pritisnjene krožnice. Pravimo, da je ukrivljenost pozitivna, če se krivulja obrača v isti smeri kot na ploskev izbrana normala. V vseh ostalih primerih pa je negativna. Smeri v katerih ima ukrivljenost svojo maksimalno in minimalno vrednost sta vedno pravokotni. Ti dve smeri se imenujeta glavni smeri. 
Zmnožek {\displaystyle \kappa _{1}\kappa _{2}} se imenuje Gaussova ukrivljenost {\displaystyle \mathrm {K} }. 
Vrednost {\displaystyle {\kappa _{1}+\kappa _{2} \over 2}} pa je srednja ukrivljenost (oznaka H). 
Če je v vsaki točki vsaj ena izmed glavnih ukrivljenosti enaka nič, je Gaussova ukrivljenost enaka nič. Za takšno ploskev pravimo, da ploskev lahko razvijemo. Minimalne ploskve imajo srednjo ukrivljenost enako nič v vsaki točki.
Povezavo  med Gaussovo ({\displaystyle \mathrm {K} }) in srednjo ukrivljenostjo (H) se lahko napiše s kvadratno enačbo
{\displaystyle \kappa ^{2}-2H\kappa +\mathrm {K} =0}.
Enačba ima rešitvi 
{\displaystyle \kappa _{1}=H+{\sqrt {H^{2}-K}}}
in 
{\displaystyle \kappa _{2}=H-{\sqrt {H^{2}-K}}}.

## Krivulje ukrivljenosti
Krivulje ukrivljenosti so krivulje, ki so vedno tangentne na glavno smer. Skozi vsako točko, ki ni takšna, da bi ležala na lokalno sfernem delu ploskve potekata dve krivulji, ki pa se sekata pod pravim kotom. 

## Razvrstitev točk na ploskvi
- Eliptične točke so tiste točke, kjer imata obe glavni ukrivljenosti isti predznak. Ploskev je lokalno konveksna ali izbočena.
- Hiperbolične točke so tiste točke, kjer imata obe glavni ukrivljenosti nasprotni predznak. Ploskev je lokalno sedlasta.
- Parabolične točke so tiste točke, kjer ima vsaj ena glavna ukrivljenost vrednost nič.

## Definicija
Naj bo M ploskev v Evklidskem prostoru z drugo fundamentalno formo II(X,Y). Fiksirajmo točko p ∈ M in ortonormalno bazo X1, X2 tangentnega vektorja v p. V tem primeru so glavne ukrivljenosti lastne vrednosti simetrične matrike
{\displaystyle \left[I\!I_{ij}\right]={\begin{bmatrix}I\!I(X_{1},X_{1})&I\!I(X_{1},X_{2})\\I\!I(X_{2},X_{1})&I\!I(X_{2},X_{2})\end{bmatrix}}.}
Vrednosti X1 in X2 so tako izbrane, da je matrika [IIij] diagonalna matrika in jih imenujemo glavne smeri. Kadar je ploskev  [[orientacija (vektorski prostor)